# Magyarul megjelent Batman-képregények listája

## A magyar Batman-képregények története

### A Semic kiadó
Bruce Wayne, a Denevérember 1989-ben, gyakorlatilag a kultikus mozifilm bemutatásával egy időben mutatkozott be képregényben a magyar közönség előtt a Semic kiadó jóvoltából. Az első hazai Batman képújság az 1989-es mozifilm képregényes adaptációja volt. 1990. januárjától a korábban említett kiadó jóvoltából folytatódtak Batman kalandjai, s havonta vásárolhatta meg az újságárusnál az érdeklődő a detektív legújabb számait. A képregények közel 50 oldalasak voltak, s főleg az amerikai Batman és Detective Comics kiadványokból közöltek történeteket. Az 1. számban megjelent Alan Moore fémjelezte A gyilkos tréfa című történet önálló kiadványként jelent meg az Egyesült Államokban, nem tartozik egyik fentebbi sorozathoz sem.      
Az 1990-es esztendőben 12 lapszám jelent meg, 1991-ben már csak 10, míg 1992-ben pedig 3 Batman komik került az újságárusokhoz. 1992-ben már csak kéthavonta jelentek meg Batman kalandjai. A 25. számmal megszűnt Denevérember önálló képregénye, ám ez nem jelentette a végleges búcsút az álarcos hőstől.
A Semic kiadó az eladásokban ugyancsak rosszul teljesítő Superman-képregénnyel vonta össze a Denevér-képregényt, s így 1992. júliusától útnak indult a Superman & Batman című kéthavonta megjelenő új képregény-sorozat. A körülbelül 50 oldalas füzetek általában egy Superman és egy Batman történetet közöltek. A 2001. decemberéig megjelenő sorozat 57 számot élt meg, majd a 2 hős hosszabb időre elbúcsúzott a honi képregényes élettől.
A Batman-mozifilmek alapján készült képregények mind megjelentek hazánkban, 1989-ben, a már korábban említett Batman, a denevérember című mű, 1992-ben a Batman visszatér, 1995-ben a Mindörökké Batman, 1997-ben a Batman és Robin, 2005-ben pedig a Batman: Kezdődik (a legutóbbi, A sötét lovag című filmről Amerikában nem készült képregény-adaptáció). 2004. júliusában megjelent hazánkban egy különszám, amely a Pókember és Batman címet viselte. E 100 oldalas képújság a 2 nagy amerikai kiadó, a Marvel és DC, 2 nagy hősének közös kalandját meséli el. Az újság az 1995-ben megjelent Spider-Man and Batman: Disordered Minds (magyar fordítása: Zavart elmék) és a Batman and Spider-Man: New Age Dawning (magyar fordítása: Új kor hajnala) című történeteket tartalmazza.
2005. augusztusában újságárusi terjesztésbe került egy 96 oldalas Batman-kiadvány, Frank Miller és David Mazzuchelli alkotó-páros műve, Az első év. E gyűjteményes kötet az Amerikában eredetileg 1987-ben megjelent Batman #404-407 számait foglalja magában.
A Denevérember-képregények kiadásától ez utóbbi művel búcsúzott a Semic kiadó.

### Az átmeneti időszak és a Képes Kiadó
Az 1990-es évek végén, a 2000-es évek elején sorra szűntek meg a különféle, Magyarországon megjelenő újságárusoknál kapható képregényes címek. A Superman és Batman sorozat volt az egyik utolsó képújság, amely „talpon maradt”. Túlélte többek között a Transformers, Marvel Extra, X-men és még a talán az egyik legnépszerűbb komik, a Csodálatos Pókember első sorozatának végzetét is. Azonban a sors nem volt kegyes, s 2001. decemberében a Superman és Batman széria sem kerülhette el szomorú vesztét. 
2002-ben és 2003-ban egyetlen Denevéremberes kiadvány sem jelent meg Magyarországon. Felüdülést jelentett a könyvesbolti forgalomba kerülő Fekete-Fehér Képregényantológia, amely Batman képregényeket is tartalmazott. Később a Papírmozi antológia, és az Eduárd fapados képregényújság is közölt néhány rövidebb Batman-kalandot. 2006 végén született meg a nagyobb „áttörés”, a Képes Kiadó megjelentette az első, könyvesbolti forgalomba kerülő Batman-kötetet, a Batman: Hush-t (a 12 részes történet 3 kötetben jelent meg hazánkban). 
Egy új alternatíva mutatkozott tehát a hazai képregények kiadása terén. Az újságárusi terjesztés helyett, könyvesboltokba kerülő ún. gyűjteményes kötetek megjelentetésére alapozták a képregénykiadás jövőjét az egyes kiadók. 2006 óta a Képes Kiadó 9 Batman-kiadvánnyal örvendeztette meg az álarcos igazságosztó hazai híveit. E mellett kiadásra került egy Superman és Batman képregénykötet is, valamint 2010-ben egy új sorozat, Az Igazság Ligája kalandjai is megjelennek hazánkban. Ez utóbbi sorozatban Batman is szerepel.

### A Kingpin kiadó
A Kingpin kiadó 2014 májusától kezdte árusítani Batman képregényeit 850 forintért. Innentől fogva kéthavonta jelentek meg a füzetek az újságosoknál, általában egy hosszabb történetet végigvezetve. Az első füzet a 2006-os Grant Morrison által írt Batman #655-öt fordítja le, mely az első része a Batman és fia történetnek. Ez 4 füzetet élt meg, majd az "Egy bohóc éjfélkor" (Batman #663) és a "Batman három kísértete" (Batman #664) jelentek meg. Ezt követően a Batman #8-tól elkezdődött a Batman: Nyugodjék békében történet, mely egészen a Batman #14-ig eltartott. A #15-ben kiadták az első Új 52 történetet, Baglyok bírósága címen. Innentől kezdve 100 forinttal megnőtt a képregények ára.
A kiadónál évente jelennek meg különszámok, az első ilyen a Batman: Bábel tornya, második a Batman: Karácsonyi ének volt. 2016 októberében jelentetik meg a Batman: A nevető ember című különszámukat.

## Magazinok
- Batman 1-25 (Semic 1990-1992)
- Superman & Batman 1-57 (Semic 1992-2001)
- Batman 1- (Kingpin 2014-)

## Különszámok
- Batman, a denevérember (a film adaptációja, Semic 1989, fordította Pataricza Eszter)
- Batman visszatér (a film adaptációja, Semic 1992, fordította Bárány Ferenc)
- Mindörökké Batman (a film adaptációja, Semic 1995, fordította Bata István)
- Batman és Robin(a film adaptációja, Semic 1997, fordította Bata István)
- Pókember és Batman (ADOC-Semic 2004, fordította Bárány Ferenc és Galamb Zoltán)
- Batman: kezdődik(a film adaptációja, ADOC-Semic 2005, fordította Galamb Zoltán)
- Az első év (írta Frank Miller, rajzolta David Mazzucchelli, ADOC-Semic 2005, fordította Galamb Zoltán)

## Más lapokban, antológiákban
- Utcai démonok (írta Alan Grant, rajzolta Norm Breyfogle, Füles 1991 – a Batman 17-ben megjelent történet újrakiadása, fordította Daróczi Péter)
- Batman és Hulk, 2. rész (Marvel Extra 15 – az 1. és a 3. rész a Superman & Batman-ben jelent meg)
- Apró bűnök (írta és rajzolta Howard Chaykin, Fekete-Fehér Képregényantológia 1, 2005, fordította Bárány Ferenc)
- Az ördög trombitája (írta Archie Goodwin, rajzolta José Antonio Muñoz, Fekete-Fehér Képregényantológia 2, 2005, fordította Gálvölgyi Judit)
- Balhé (írta és rajzolta Matt Wagner, Fekete-Fehér Képregényantológia 2, 2005, fordította Bárány Ferenc)
- A két rokonlélek (írta és rajzolta Bruce Timm, Fekete-Fehér Képregényantológia 3, 2005, fordította Gálvölgyi Judit)
- Denevérré válni (írta Warren Ellis, rajzolta Jim Lee, Fekete-Fehér Képregényantológia 3, 2005, fordította Gátszegi Gergely)
- Fekete és fehér (írta John Arcudi, rajzolta John Buscema, Eduárd fapados képregényújság 8, 2007, fordította Bayer Antal)
- A harmadik álarc (írta és rajzolta Ótomo Kacuhiro, Papírmozi 1, 2007, fordította Bayer Antal)
- Soha többé denevér? (írta Alan Grant, rajzolta Enrique Breccia, Papírmozi 1, 2007, fordította Koszper Gábor)
- A sebek nyoma (írta Brian Azzarello, rajzolta Eduardo Risso, Papírmozi 2, 2007, fordította Bayer Antal)
- Áramszünet (írta Howard Chaykin, rajzolta Jordi Bernet, Papírmozi 3, 2007, fordította Uray Márton)
- Szörnycsináló (írta Jan Strnad, rajzolta Richard Corben, Papírmozi 3, 2007, fordította Bárány Ferenc)

## Önálló kötetek
- Hush, 1. rész (írta Jeph Loeb, rajzolta Jim Lee, Képes Kiadó 2006, fordította Oroszlány Balázs és Bayer Antal)
- Hush, 2 rész (írta Jeph Loeb, rajzolta Jim Lee, Képes Kiadó 2007, fordította Bayer Antal)
- Hush, 3 rész (írta Jeph Loeb, rajzolta Jim Lee, Képes Kiadó 2007, fordította Bayer Antal)
- Préda (írta Doug Moench, rajzolta Paul Gulacy, Képes Kiadó 2007, fordította Bayer Antal)
- Terror (írta Doug Moench, rajzolta Paul Gulacy, Képes Kiadó 2008, fordította Bayer Antal)
- Arkham Elmegyógyintézet (írta Grant Morrison, rajzolta Dave McKean, Képes Kiadó 2008, fordította Bayer Antal)
- Hush visszatér, 1. rész: Társkeresés (írta A. J. Lieberman, rajzolta Al Barrionuevo, Képes Kiadó 2009, fordította Bayer Antal)
- Hush visszatér, 2. rész: Kényszerű szövetségek (írta A. J. Lieberman, rajzolta Al Barrionuevo, Képes Kiadó 2009, fordította Bayer Antal)
- Halotti maszk (írta és rajzolta Nacume Josinori, Képes Kiadó 2010)

## Az egyes kiadványok és a bennük szereplő történetek, azoknak legfontosabb adataival

### Batman #1
- Megjelent: 1990. január
- Borító eredetije: Batman: The Killing Joke különszám (1988)
- Borítót rajzolta:  Brian Bolland
- Eredeti ár: 58 Ft
- Dokumentáció:
- Főbb szereplők: Batman, Barbara Gordon, James Gordon, Alfred Pennyworth, Joker

| eredeti kiadvány         | eredeti megjelenés | írta       | rajzolta      | fordította          | történet eredeti címe | történet magyar címe |
| ------------------------ | ------------------ | ---------- | ------------- | ------------------- | --------------------- | -------------------- |
| Batman. The Killing Joke | 1988               | Alan Moore | Brian Bolland | Pataricza L. Eszter | The Killing Joke      | A gyilkos tréfa      |

### Batman #2
- Megjelent: 1990. február
- Borító eredetije: Batman #427 (1988. december)
- Borítót rajzolta: Mike Mignola
- Eredeti ár: 58 Ft
- Dokumentáció:
- Főbb szereplők: Batman, Robin (Jason Todd), James Gordon, Alfred Pennyworth, Joker

| eredeti kiadvány | eredeti megjelenés | írta        | rajzolta  | fordította          | történet eredeti címe                | történet magyar címe                                 |
| ---------------- | ------------------ | ----------- | --------- | ------------------- | ------------------------------------ | ---------------------------------------------------- |
| Batman #426      | 1988. december     | Jim Starlin | Jim Aparo | Pataricza L. Eszter | A Death in the Family (Part I of IV) | Halál a családban: Robin a csodafiú titka I-II. rész |

### Batman #3
- Megjelent: 1990. március
- Borító eredetije: Batman #429 (1989. január)
- Borítót rajzolta: Mike Mignola
- Eredeti ár: 58 Ft
- Dokumentáció:
- Főbb szereplők: Batman, Robin (Jason Todd), Joker

| eredeti kiadvány | eredeti megjelenés | írta        | rajzolta  | fordította          | történet eredeti címe                 | történet magyar címe                                   |
| ---------------- | ------------------ | ----------- | --------- | ------------------- | ------------------------------------- | ------------------------------------------------------ |
| Batman #427      | 1988. december     | Jim Starlin | Jim Aparo | Pataricza L. Eszter | A Death in the Family (Part II of IV) | Halál a családban: Robin a csodafiú titka III-IV. rész |

### Batman #4
- Megjelent: 1990. április
- Borító eredetije: Batman: A Death in the Family TPB (1988)
- Borítót rajzolta:
- Eredeti ár: 58 Ft
- Dokumentáció:
- Főbb szereplők: Batman, Robin (Jason Todd), Barbara Gordon, James Gordon, Alfred Pennyworth, Superman, Joker

| eredeti kiadvány | eredeti megjelenés | írta        | rajzolta  | fordította          | történet eredeti címe                  | történet magyar címe                     |
| ---------------- | ------------------ | ----------- | --------- | ------------------- | -------------------------------------- | ---------------------------------------- |
| Batman #428      | 1988. december     | Jim Starlin | Jim Aparo | Pataricza L. Eszter | A Death in the Family (Part III of IV) | Halál a családban: Robin halott V. rész  |
| Batman #429      | 1989. január       | Jim Starlin | Jim Aparo | Pataricza L. Eszter | A Death in the Family (Part IV of IV)  | Halál a családban: Robin halott VI. rész |

### Batman #5
- Megjelent: 1990. május
- Borító eredetije: Batman #431 (1989. március)
- Borítót rajzolta: George Pratt
- Eredeti ár: 58 Ft
- Dokumentáció:
- Főbb szereplők: Batman

| eredeti kiadvány      | eredeti megjelenés | írta       | rajzolta       | fordította          | történet eredeti címe | történet magyar címe                 |
| --------------------- | ------------------ | ---------- | -------------- | ------------------- | --------------------- | ------------------------------------ |
| Detective Comics #592 | 1988. november     | Alan Grant | Norm Breyfogle | Pataricza L. Eszter | The Fear, Part One    | A félelem 1. rész                    |
| Detective Comics #593 | 1988. december     | Alan Grant | Norm Breyfogle | Pataricza L. Eszter | Diary of a Madman     | A félelem 2. rész: Egy őrült naplója |

### Batman #6
- Megjelent: 1990. június
- Borító eredetije: Batman #423 (1988. szeptember)
- Borítót rajzolta: Todd McFarlane
- Eredeti ár: 58 Ft
- Dokumentáció:
- Főbb szereplők: Batman, James Gordon, Alfred Pennyworth, Jeannie Bowen, Csonttörő, Mitchell Riordan

| eredeti kiadvány      | eredeti megjelenés | írta     | rajzolta    | fordította          | történet eredeti címe | történet magyar címe                           |
| --------------------- | ------------------ | -------- | ----------- | ------------------- | --- | ---------------------------------------------- |
| Detective Comics #598 | 1989. március      | Sam Hamm | Denys Cowan | Pataricza L. Eszter | Blind Justice Part 1: Chapter One: The Sleep of Reason; Chapter Two: The Kindness of Strangers; Chapter Three: The Price of Knowledge | Nincs igazság? 1. rész: Az idegenek kedvessége |

### Batman #7
- Megjelent: 1990. július
- Borító eredetije: Detective Comics #598 (1989. március)
- Borítót rajzolta: Densy Cowan
- Eredeti ár: 58 Ft
- Dokumentáció:
- Főbb szereplők: Batman, James Gordon, Alfred Pennyworth, Jeannie Bowen, Csonttörő, Mitchell Riordan

| eredeti kiadvány      | eredeti megjelenés | írta     | rajzolta    | fordította    | történet eredeti címe                              | történet magyar címe   |
| --------------------- | ------------------ | -------- | ----------- | ------------- | -------------------------------------------------- | ---------------------- |
| Detective Comics #599 | 1989. április      | Sam Hamm | Denys Cowan | Daróczi Péter | Blind Justice Part 2: Chapter Four: Citizen Wayne  | Nincs igazság? 2. rész |
| Detective Comics #600 | 1989. május        | Sam Hamm | Denys Cowan | Daróczi Péter | Blind Justice Part 3: Chapter Five: Hidden Agendas | Nincs igazság? 3. rész |

### Batman #8
- Megjelent: 1990. augusztus
- Borító eredetije: Detective Comics #600 (1989. május)
- Borítót rajzolta: Densy Cowan
- Eredeti ár: 58 Ft
- Dokumentáció:
- Főbb szereplők: Batman

| eredeti kiadvány      | eredeti megjelenés | írta     | rajzolta    | fordította | történet eredeti címe                              | történet magyar címe   |
| --------------------- | ------------------ | -------- | ----------- | ---------- | -------------------------------------------------- | ---------------------- |
| Detective Comics #600 | 1989. május        | Sam Hamm | Denys Cowan |            | Blind Justice Part 3: Chapter Five: Hidden Agendas | Nincs igazság? 4. rész |

### Batman #9
- Megjelent: 1990. szeptember
- Borító eredetije: Batman #417 (1988. március)
- Borítót rajzolta: Mike Zeck
- Eredeti ár: 58 Ft
- Dokumentáció:
- Főbb szereplők: Batman, James Gordon

| eredeti kiadvány | eredeti megjelenés | írta        | rajzolta  | fordította    | történet eredeti címe | történet magyar címe |
| ---------------- | ------------------ | ----------- | --------- | ------------- | --------------------- | -------------------- |
| Batman #430      | 1989. február      | Jim Starlin | Jim Aparo |               | Fatal Wish            | Végzetes kívánság    |
| Batman #431      | 1989. március      | Jim Owsley  | Jim Aparo | Daróczi Péter | The Wall              | A fal                |

### Batman #10
- Megjelent: 1990. október
- Borító eredetije: Detective Comics #596 (1989. március)
- Borítót rajzolta: Norm Breyfogle
- Eredeti ár: 58 Ft
- Dokumentáció:
- Főbb szereplők: Batman

| eredeti kiadvány      | eredeti megjelenés | írta       | rajzolta        | fordította | történet eredeti címe | történet magyar címe |
| --------------------- | ------------------ | ---------- | --------------- | ---------- | --------------------- | -------------------- |
| Detective Comics #596 | 1989. január       | Alan Grant | Eduardo Barreto |            | Video Nasties         | Véres Videó          |
| Detective Comics #597 | 1989. február      | Alan Grant | Eduardo Barreto |            | Private Viewing       | Zártkörű vetítés     |

### Batman #11
- Megjelent: 1990. november
- Borító eredetije: Detective Comics #583 (1988. február)
- Borítót rajzolta: Mike Mignola
- Eredeti ár: 58 Ft
- Dokumentáció:
- Főbb szereplők: Batman

| eredeti kiadvány      | eredeti megjelenés | írta       | rajzolta       | fordította    | történet eredeti címe        | történet magyar címe                |
| --------------------- | ------------------ | ---------- | -------------- | ------------- | ---------------------------- | ----------------------------------- |
| Batman #432           | 1989. április      | Jim Owsley | Jim Aparo      | Daróczi Péter | Dead Letter Office           | Lezárt ügyek osztálya               |
| Detective Comics #590 | 1988. szeptember   | Alan Grant | Norm Breyfogle | Daróczi Péter | An American Batman in London | Egy amerikai denevérember Londonban |

### Batman #12
- Megjelent: 1990. december
- Borító eredetije:
- Borítót rajzolta:
- Eredeti ár: 58 Ft
- Dokumentáció:
- Főbb szereplők: Batman

| eredeti kiadvány      | eredeti megjelenés | írta                      | rajzolta       | fordította    | történet eredeti címe | történet magyar címe |
| --------------------- | ------------------ | ------------------------- | -------------- | ------------- | --------------------- | -------------------- |
| Detective Comics #583 | 1988. február      | John Wagner és Alan Grant | Norm Breyfogle | Daróczi Péter | Fever                 | A láz                |
| Detective Comics #584 | 1988. március      | John Wagner és Alan Grant | Norm Breyfogle |               | Fever Break!          |                      |

### Batman #13
- Megjelent: 1991. február
- Borító eredetije: Detective Comics #587 (1988. június)
- Borítót rajzolta: Norm Breyfogle
- Eredeti ár: 59 Ft
- Dokumentáció:
- Főbb szereplők: Batman
- Megjegyzés: A Detective Comics #500 számából mindössze egy 2 oldalas történet jelent meg.

| eredeti kiadvány      | eredeti megjelenés | írta       | rajzolta        | fordította    | történet eredeti címe | történet magyar címe       |
| --------------------- | ------------------ | ---------- | --------------- | ------------- | --------------------- | -------------------------- |
| Detective Comics #585 | 1988. április      | Alan Grant | Norm Breyfogle  | Daróczi Péter | The Ratcatcher        | A patkányfogó              |
| Detective Comics #586 | 1988. május        | Alan Grant | Norm Breyfogle  |               | Rat Trap              |                            |
| Detective Comics #500 | 1981. március      | Len Wein   | Walter Simonson |               | Once Upon a Time      | Egyszer volt, hol nem volt |

### Batman #14
- Megjelent: 1991. március
- Borító eredetije: Detective Comics #588 (1988. július)
- Borítót rajzolta: Norm Breyfogle
- Eredeti ár: 59 Ft
- Dokumentáció:
- Főbb szereplők: Batman
- Megjegyzés: A Batman #587, #588 és #589 számai összevontan jelentek meg.

| eredeti kiadvány      | eredeti megjelenés | írta       | rajzolta       | fordította    | történet eredeti címe | történet magyar címe |
| --------------------- | ------------------ | ---------- | -------------- | ------------- | --------------------- | -------------------- |
| Detective Comics #587 | 1988. június       | Alan Grant | Norm Breyfogle | Daróczi Péter | Night People          | Az éjszaka lényei    |
| Detective Comics #588 | 1988. július       | Alan Grant | Norm Breyfogle |               | The Corrosive Man     |                      |
| Detective Comics #589 | 1988. augusztus    | Alan Grant | Norm Breyfogle |               | The Burning Pit       |                      |

### Batman #15
- Megjelent: 1991. április
- Borító eredetije: Detective Comics #610 (1988. július)
- Borítót rajzolta: Norm Breyfogle
- Eredeti ár: 69 Ft
- Dokumentáció:
- Főbb szereplők: Batman, James Gordon, a Pingvin, Mortimer Kadaver, a Hasbeszélő
- Megjegyzés:

| eredeti kiadvány      | eredeti megjelenés | írta       | rajzolta       | fordította    | történet eredeti címe | történet magyar címe        |
| --------------------- | ------------------ | ---------- | -------------- | ------------- | --------------------- | --------------------------- |
| Detective Comics #610 | 1990. január       | Alan Grant | Norm Breyfogle | Daróczi Péter | Ode to a Penguin      | Hó és jég: Óda a pingvinhez |
| Detective Comics #611 | 1990. február      | Alan Grant | Norm Breyfogle | Daróczi Péter | Bird of III Omen      | Vészmadár                   |

### Batman #16
- Megjelent: 1991. május
- Borító eredetije: Detective Comics #590 (1988. szeptember)
- Borítót rajzolta: Norm Breyfogle
- Eredeti ár: 69 Ft
- Dokumentáció:
- Főbb szereplők:
- Megjegyzés:

| eredeti kiadvány      | eredeti megjelenés | írta       | rajzolta       | fordította    | történet eredeti címe | történet magyar címe    |
| --------------------- | ------------------ | ---------- | -------------- | ------------- | --------------------- | ----------------------- |
| Detective Comics #608 | 1989. november     | Alan Grant | Norm Breyfogle | Daróczi Péter | Letters to the Editor | Olvasói levelek         |
| Detective Comics #609 | 1989. december     | Alan Grant | Norm Breyfogle | Daróczi Péter | Facts About Bats      | Tudnivalók a denevérről |

### Batman #17
- Megjelent: 1991. június
- Borító eredetije: Detective Comics #614 (1990. május)
- Borítót rajzolta: Norm Breyfogle
- Eredeti ár: 69 Ft
- Dokumentáció:
- Főbb szereplők:
- Megjegyzés:

| eredeti kiadvány      | eredeti megjelenés | írta       | rajzolta       | fordította    | történet eredeti címe | történet magyar címe |
| --------------------- | ------------------ | ---------- | -------------- | ------------- | --------------------- | -------------------- |
| Detective Comics #613 | 1990. április      | Alan Grant | Norm Breyfogle | Daróczi Péter | Trash                 | A szemét             |
| Detective Comics #614 | 1990. május        | Alan Grant | Norm Breyfogle | Daróczi Péter | Street Demonz         | Utcai démonok        |

### Batman #18
- Megjelent: 1991. július
- Borító eredetije: Batman #451 (1990. július)
- Borítót rajzolta: Norm Breyfogle
- Eredeti ár: 69 Ft
- Dokumentáció:
- Főbb szereplők: Batman, James Gordon, Sarah Dulman, Macskanő, Macskaember
- Megjegyzés:

| eredeti kiadvány      | eredeti megjelenés | írta       | rajzolta       | fordította    | történet eredeti címe | történet magyar címe |
| --------------------- | ------------------ | ---------- | -------------- | ------------- | --------------------- | -------------------- |
| Detective Comics #612 | 1990. március      | Alan Grant | Norm Breyfogle | Kóczián János | Cats                  | Macskák              |
| Detective Comics #617 | 1990. július       | Alan Grant | Norm Breyfogle | Kóczián János | A Clash of Symbols    | Ellentétes jelképek  |

### Batman #19
- Megjelent: 1991. augusztus
- Borító eredetije: Detective Comics #591 (1988. október)
- Borítót rajzolta: Norm Breyfogle
- Eredeti ár: 69 Ft
- Dokumentáció:
- Főbb szereplők: Batman
- Megjegyzés:

| eredeti kiadvány      | eredeti megjelenés | írta       | rajzolta       | fordította | történet eredeti címe | történet magyar címe |
| --------------------- | ------------------ | ---------- | -------------- | ---------- | --------------------- | -------------------- |
| Detective Comics #591 | 1988. október      | Alan Grant | Norm Breyfogle |            | Aborigine!            | Őslakó               |
| Detective Comics #594 | 1989. január       | Alan Grant | Norm Breyfogle |            | Ecstasy               | Eksztázis            |

### Batman #20
- Megjelent: 1991. szeptember
- Borító eredetije: Batman #454 (1990. szeptember)
- Borítót rajzolta: Mike Mignola
- Eredeti ár: 69 Ft
- Dokumentáció:
- Főbb szereplők: Batman, James Gordon, Alfred Pennyworth, Rébusz
- Megjegyzés:

| eredeti kiadvány | eredeti megjelenés | írta           | rajzolta     | fordította | történet eredeti címe          | történet magyar címe              |
| ---------------- | ------------------ | -------------- | ------------ | ---------- | ------------------------------ | --------------------------------- |
| Batman #452      | 1990. augusztus    | Peter Milligan | Kieron Dwyer |            | Dark Knight, Dark City, Part 1 | Sötét lovag, sötét város I. rész  |
| Batman #453      | 1990. augusztus    | Peter Milligan | Kieron Dwyer |            | Dark Knight, Dark City, Part 2 | Sötét lovag, sötét város II. rész |

### Batman #21
- Megjelent: 1991. szeptember
- Borító eredetije: Batman #437 (1989. augusztus)
- Borítót rajzolta: George Pérez
- Eredeti ár: 69 Ft
- Dokumentáció:
- Főbb szereplők: Batman, James Gordon, Alfred Pennyworth, Rébusz
- Megjegyzés: A Batman #440, #441 és #442 számai összevontan jelentek meg.

| eredeti kiadvány | eredeti megjelenés | írta           | rajzolta     | fordította    | történet eredeti címe                                  | történet magyar címe                     |
| ---------------- | ------------------ | -------------- | ------------ | ------------- | ------------------------------------------------------ | ---------------------------------------- |
| Batman #440      | 1989. október      | Marv Wolfman   | Jim Aparo    |               | A Lonely Place of Dying Chapter One: Suspects          |                                          |
| Batman #441      | 1989. november     | Marv Wolfman   | Jim Aparo    |               | A Lonely Place of Dying Chapter Three: Parallel Lines! |                                          |
| Batman #442      | 1989. december     | Marv Wolfman   | Jim Aparo    | Daróczi Péter | A Lonely Place of Dying Chapter Five: Rebirth          | Az újjászületés                          |
| Batman #454      | 1990. szeptember   | Peter Milligan | Kieron Dwyer | Daróczi Péter | Dark Knight, Dark City, Part 3                         | Sötét lovag, sötét város (befejező rész) |

### Batman #22
- Megjelent: 1991. október
- Borító eredetije: Detective Comics #619 (1989. augusztus)
- Borítót rajzolta: Norm Breyfogle
- Eredeti ár: 69 Ft
- Dokumentáció:
- Főbb szereplők: Batman, Alfred Pennyworth, Tim Drake, Jack Drake, Janet Drake, James Gordon
- Megjegyzés:

| eredeti kiadvány      | eredeti megjelenés | írta       | rajzolta       | fordította    | történet eredeti címe                     | történet magyar címe                          |
| --------------------- | ------------------ | ---------- | -------------- | ------------- | ----------------------------------------- | --------------------------------------------- |
| Detective Comics #618 | 1990. július       | Alan Grant | Norm Breyfogle | Daróczi Péter | Rite of Passage Part 1: Shadow on the Sun | Beavatás, 1. rész: Eltakarod a napot          |
| Detective Comics #619 | 1990. július       | Alan Grant | Norm Breyfogle | Daróczi Péter | Rite of Passage Part 2: Beyond Belief!    | Beavatás, 2. rész: A hitetlen és a hihetetlen |

### Batman #23
- Megjelent: 1992. január
- Borító eredetije: Detective Comics #621 (1990. szeptember)
- Borítót rajzolta: Norm Breyfogle
- Eredeti ár: 79 Ft
- Dokumentáció:
- Főbb szereplők: Batman, Alfred Pennyworth, Tim Drake, Jack Drake, Janet Drake, Anarchia
- Megjegyzés:

| eredeti kiadvány      | eredeti megjelenés | írta       | rajzolta       | fordította    | történet eredeti címe                  | történet magyar címe                |
| --------------------- | ------------------ | ---------- | -------------- | ------------- | -------------------------------------- | ----------------------------------- |
| Detective Comics #620 | 1990. augusztus    | Alan Grant | Norm Breyfogle | Daróczi Péter | Rite of Passage Part 3: Make Me a Hero | Beavatás, 3. rész: Én is hős leszek |
| Detective Comics #621 | 1990. szeptember   | Alan Grant | Norm Breyfogle | Daróczi Péter | Rite of Passage Part 4: Trial by Fire  | Beavatás, 4. rész: Tűzpróba         |

### Batman #24
- Megjelent: 1992. március
- Borító eredetije: Detective Comics #627 (1991. március)
- Borítót rajzolta: Norm Breyfogle
- Eredeti ár: 79 Ft
- Dokumentáció:
- Főbb szereplők: Batman, Robin (Tim Drake), James Gordon, Paul Rogers, Steven Crane
- Megjegyzés:

| eredeti kiadvány      | eredeti megjelenés | írta         | rajzolta       | fordította    | történet eredeti címe              | történet magyar címe      |
| --------------------- | ------------------ | ------------ | -------------- | ------------- | ---------------------------------- | ------------------------- |
| Detective Comics #627 | 1991. március      | Marv Wolfman | Jim Aparo      | Bárány Ferenc | The Case of the Chemical Syndicate | A vegyi szindikátus esete |
| Batman #455           | 1990. október      | Alan Grant   | Norm Breyfogle | Bárány Ferenc | Identity Crisis: Part One          | Személyiség zavar 1. rész |

### Batman #25
- Megjelent: 1992. május
- Borító eredetije: Batman #456 (1990. november)
- Borítót rajzolta: Norm Breyfogle
- Eredeti ár: 79 Ft
- Dokumentáció:
- Főbb szereplők: Batman, Robin (Tim Drake), Alfred Pennyworth, Vicki Vale, Dick Grayson (egy korábbi Robin, e számban már Éjszárny a neve), Madárijesztő
- Megjegyzés:

| eredeti kiadvány | eredeti megjelenés | írta       | rajzolta       | fordította    | történet eredeti címe                                      | történet magyar címe                      |
| ---------------- | ------------------ | ---------- | -------------- | ------------- | ---------------------------------------------------------- | ----------------------------------------- |
| Batman #456      | 1990. november     | Alan Grant | Norm Breyfogle | Bárány Ferenc | Identity Crisis: Part Two: Without Fear of Consequence ... | Személyiség zavar 2. rész: Félelem nélkül |
| Batman #457      | 1990. december     | Alan Grant | Norm Breyfogle | Bárány Ferenc | Master of Fear                                             | A félelem ura                             |

A Superman és Batman képregények összevonását követően csak kéthavonta és csak fél füzetnyi (kb 22-25. oldal) terjedelemben találkozhatott az olvasó Batman történeteivel. Emiatt hosszabb terjedelmű művek közlése gyakorlatilag lehetetlen volt, mivel azok megjelentetése akár több évig is eltarthatott volna. Kezdetben a Superman és Batman füzetekben az amerikai Batman és Detective Comics képregényekben megjelenő történeteket adtak ki, majd a sorozat közepétől gyakorlatilag a Batman: Shadow of the Bat kiadványra tért át a Semic kiadó. A sorozat legelején olyan művek is megjelentek Magyarországon, amelyekben Batman más hősökkel, többek között Supermannel vagy éppen a Marvel kiadó Hulkjával, együtt küzdött a jóért, az igazságért. A széria az 57. számmal búcsúzott el végleg a magyar olvasoktól.

### Superman és Batman #1
- Megjelent: 1992. július
- Borító eredetije: Batman #458 (1991. január)
- Borítót rajzolta: Norm Breyfogle
- Eredeti ár: 75 Ft
- Dokumentáció:
- Főbb szereplők: Batman, Gordon felügyelő, Sarah Essen, Harold Allnut
- Megjegyzés:

| eredeti kiadvány | eredeti megjelenés | írta       | rajzolta       | fordította    | történet eredeti címe | történet magyar címe |
| ---------------- | ------------------ | ---------- | -------------- | ------------- | --------------------- | -------------------- |
| Batman #458      | 1991. január       | Alan Grant | Norm Breyfogle | Bárány Ferenc | Night Monsters.       | Szörnyek az éjben    |

### Superman és Batman #2
- Megjelent: 1992. szeptember
- Borító eredetije: Action Comics #593 (1987. október)
- Borítót rajzolta: John Byrne
- Eredeti ár: 75 Ft
- Dokumentáció:
- Főbb szereplők: Batman, Gordon felügyelő, Sarah Essen, Harold Allnut, Alfred Pennyworth
- Megjegyzés:

| eredeti kiadvány | eredeti megjelenés | írta       | rajzolta       | fordította    | történet eredeti címe        | történet magyar címe   |
| ---------------- | ------------------ | ---------- | -------------- | ------------- | ---------------------------- | ---------------------- |
| Batman #459      | 1991. február      | Alan Grant | Norm Breyfogle | Bárány Ferenc | Saturday Night at the Movies | Szombat este a moziban |

### Superman és Batman #3
- Megjelent: 1992. november
- Borító eredetije: Superman Vol. 2 #10 (1987. október)
- Borítót rajzolta: John Byrne
- Eredeti ár: 75 Ft
- Dokumentáció:
- Főbb szereplők: Batman
- Megjegyzés:

| eredeti kiadvány      | eredeti megjelenés | írta         | rajzolta  | fordította    | történet eredeti címe         | történet magyar címe  |
| --------------------- | ------------------ | ------------ | --------- | ------------- | ----------------------------- | --------------------- |
| Detective Comics #626 | 1991. február      | Marv Wolfman | Jim Aparo | Bárány Ferenc | Return to the Electrocutioner | Az Áramütő színre lép |

### Superman és Batman #4
- Megjelent: 1993. január
- Borító eredetije: Superman Vol. 2 #11 (1987. november)
- Borítót rajzolta: John Byrne
- Eredeti ár: 89 Ft
- Dokumentáció:
- Főbb szereplők: Batman, Robin, Joker, Macskanő
- Megjegyzés:

| eredeti kiadvány      | eredeti megjelenés | írta         | rajzolta   | fordította     | történet eredeti címe | történet magyar címe |
| --------------------- | ------------------ | ------------ | ---------- | -------------- | --------------------- | -------------------- |
| Detective Comics #570 | 1987. január       | Mike W. Barr | Alan Davis | Frenkel Attila | The Last Laugh!       | Ki nevet a végén?    |

### Superman és Batman #5
- Megjelent: 1993. március
- Borító eredetije: Action Comics #595 (1987. december)
- Borítót rajzolta: John Byrne
- Eredeti ár: 89 Ft
- Dokumentáció:
- Főbb szereplők: Action Comics #595: Superman (Clark Kent), Dan Turpin, Jimmy Olsen, Lois Lane, Lana Lang, Maggie Sawyer, Perry White, Marsbéli vadász, Lex Luthor, Ezüst kísértet, Batman, Fekete kanári;

Batman #460: Batman, Macskanő
- Megjegyzés: Batman a Superman történetet közlő Action Comics #595 számában is feltűnik.

| eredeti kiadvány   | eredeti megjelenés | írta       | rajzolta       | fordította    | történet eredeti címe                          | történet magyar címe           |
| ------------------ | ------------------ | ---------- | -------------- | ------------- | ---------------------------------------------- | ------------------------------ |
| Action Comics #595 | 1987. december     | John Byrne | John Byrne     | Bárány Ferenc | The Ghost of Superman                          | Superman szelleme              |
| Batman #460        | 1991. március      | Alan Grant | Norm Breyfogle | Bárány Ferenc | Part One: It's a Man's World [Sisters in Arms] | Női dolgok 1.: Férfias játékok |

### Superman és Batman #6
- Megjelent: 1993. május
- Borító eredetije:
- Borítót rajzolta:
- Eredeti ár: 89 Ft
- Dokumentáció:
- Főbb szereplők: Batman, Macskanő
- Megjegyzés:

| eredeti kiadvány | eredeti megjelenés | írta       | rajzolta       | fordította    | történet eredeti címe                     | történet magyar címe            |
| ---------------- | ------------------ | ---------- | -------------- | ------------- | ----------------------------------------- | ------------------------------- |
| Batman #461      | 1991. április      | Alan Grant | Norm Breyfogle | Bárány Ferenc | Part Two: Ladies' Night [Sisters in Arms] | Női dolgok: 2. rész Hölgyválasz |

### Superman és Batman #7
- Megjelent: 1993. július
- Borító eredetije: Superman Vol. 2 #18 (1988. június)
- Borítót rajzolta: Mike Mignola
- Eredeti ár: 99 Ft
- Dokumentáció:
- Főbb szereplők: Batman
- Megjegyzés:

| eredeti kiadvány      | eredeti megjelenés | írta           | rajzolta  | fordította    | történet eredeti címe | történet magyar címe |
| --------------------- | ------------------ | -------------- | --------- | ------------- | --------------------- | -------------------- |
| Detective Comics #629 | 1991. május        | Peter Milligan | Jim Aparo | Bárány Ferenc | The Hungry Grass!     | A falánk fű!         |

### Superman és Batman #8
- Megjelent: 1993. szeptember
- Borító eredetije: Action Comics #647 (1989. november)
- Borítót rajzolta: George Pérez
- Eredeti ár: 99 Ft
- Dokumentáció:
- Főbb szereplők: Batman, James Gordon, Alfred Pennyworth
- Megjegyzés:

| eredeti kiadvány      | eredeti megjelenés | írta           | rajzolta  | fordította    | történet eredeti címe                   | történet magyar címe         |
| --------------------- | ------------------ | -------------- | --------- | ------------- | --------------------------------------- | ---------------------------- |
| Detective Comics #630 | 1991. június       | Peter Milligan | Jim Aparo | Bárány Ferenc | And the Executioner Wore Stiletto Heels | A hóhér tűsarkú cipőt viselt |

### Superman és Batman #9
- Megjelent: 1993. november
- Borító eredetije: Action Comics #648 (1989. december)
- Borítót rajzolta: George Pérez
- Eredeti ár: 99 Ft
- Dokumentáció:
- Főbb szereplők: Batman, Sarah Essen
- Megjegyzés:

| eredeti kiadvány | eredeti megjelenés | írta       | rajzolta       | fordította    | történet eredeti címe                        | történet magyar címe          |
| ---------------- | ------------------ | ---------- | -------------- | ------------- | -------------------------------------------- | ----------------------------- |
| Batman #474      | 1992. február      | Alan Grant | Norm Breyfogle | Bárány Ferenc | The Destroyer Part One: A Tale of Two Cities | A pusztító 1. rész: Két város |

### Superman és Batman #10
- Megjelent: 1994. január
- Borító eredetije: Detective Comics #641 (1992. február)
- Borítót rajzolta: Jim Aparo, Anton Furst
- Eredeti ár: 104 Ft
- Dokumentáció:
- Főbb szereplők: Batman, Gordon felügyelő, Alfred Pennyworth, Andre Sinclair
- Megjegyzés:

| eredeti kiadvány                       | eredeti megjelenés | írta         | rajzolta      | fordította    | történet eredeti címe            | történet magyar címe        |
| -------------------------------------- | ------------------ | ------------ | ------------- | ------------- | -------------------------------- | --------------------------- |
| Batman: Legends of the Dark Knight #27 | 1992. február      | Denny O’Neil | Chris Sprouse | Bárány Ferenc | The Destroyer, Part Two: Solomon | A pusztító 2. rész: Solomon |

### Superman és Batman #11
- Megjelent: 1994. március
- Borító eredetije: The Adventures of Superman #463 (1990. február)
- Borítót rajzolta: Dan Jurgens, Brett Breeding
- Eredeti ár: 108 Ft
- Dokumentáció:
- Főbb szereplők: Batman, Gordon felügyelő, Alfred Pennyworth, Andre Sinclair, Sarah Essen
- Megjegyzés:

| eredeti kiadvány      | eredeti megjelenés | írta       | rajzolta  | fordította | történet eredeti címe                         | történet magyar címe               |
| --------------------- | ------------------ | ---------- | --------- | ---------- | --------------------------------------------- | ---------------------------------- |
| Detective Comics #641 | 1992. február      | Alan Grant | Jim Aparo |            | The Destroyer, Part Three: A Dream is Forever | A pusztító 3. rész: Az álom halála |

### Superman és Batman #12
- Megjelent: 1994. május
- Borító eredetije: Superman Vol. 2 #44 (1990. június)
- Borítót rajzolta: Jerry Ordway
- Eredeti ár: 115 Ft
- Dokumentáció:
- Főbb szereplők: Superman Vol. 2 #44: Superman, Batman, Alfred Pennyworth, Adam Grant, Bill Henderson, Catherine Grant, Emil Hamilton, Intergang (Bruno Mannheim), Lex Luthor;

The Adventures of Superman #647: Superman, Batman, Alfred Pennyworth, Bill Henderson, Catherine Grant, Lois Lane, Steve Lombard, Morgan Edge, Lex Luthor  
- Megjegyzés: E füzet csak Superman-történeteket tartalmaz, amelyekben Batman is szerepel.

| eredeti kiadvány                | eredeti megjelenés | írta         | rajzolta     | fordította | történet eredeti címe                                                | történet magyar címe                  |
| ------------------------------- | ------------------ | ------------ | ------------ | ---------- | -------------------------------------------------------------------- | ------------------------------------- |
| Superman Vol. 2 #44             | 1990. június       | Jerry Ordway | Jerry Ordway |            | Dark Knight Over Metropolis, Part 1 of 3: Green Death in Crime Alley | Sötét lovag Metropolis fölött 1. rész |
| The Adventures of Superman #467 | 1990. június       | Dan Jurgens  | Dan Jurgens  |            | Dark Knight Over Metropolis, Part 2 of 3: Taken to the Grave         | Sötét lovag Metropolis fölött 2. rész |

### Superman és Batman #13
- Megjelent: 1994. július
- Borító eredetije: Superman Vol. 2 #48 (1990. október)
- Borítót rajzolta: Kerry Gammill
- Eredeti ár: 115 Ft
- Dokumentáció:
- Főbb szereplők: Action Comics #654: Superman, Batman, Alfred Pennyworth, Catherine Grant, Intergang (Bruno Mannheim);

Batman #467: Batman, Robin;
- Megjegyzés: E füzetben befejeződik az amerikai Superman-füzetekben futó, Sötét lovag Metropolis felett című történet, amelyekben Batman is szerepelt.

| eredeti kiadvány   | eredeti megjelenés | írta        | rajzolta   | fordította | történet eredeti címe                                     | történet magyar címe                  |
| ------------------ | ------------------ | ----------- | ---------- | ---------- | --------------------------------------------------------- | ------------------------------------- |
| Action Comics #654 | 1990. június       | Roger Stern | Bob McLeod |            | Dark Knight Over Metropolis, Part 3 of 3: Deadly Covenant | Sötét lovag Metropolis fölött 3. rész |
| Batman #467        | 1991. augusztus    | Chuck Dixon | Tom Lyle   |            | Shadow Box, Part One: A Moment Ago the Terror Began...    | Árnyékboksz 1. rész                   |

### Superman és Batman #14
- Megjelent: 1994. szeptember
- Borító eredetije: Superman vs The Amazing Spider-Man: The Battle of the Century! (1976. január)
- Borítót rajzolta: Ross Andru, Dick Giordano
- Eredeti ár: 115 Ft
- Dokumentáció:
- Főbb szereplők: Batman, Robin;
- Megjegyzés:

| eredeti kiadvány | eredeti megjelenés | írta        | rajzolta | fordította | történet eredeti címe                                                                     | történet magyar címe |
| ---------------- | ------------------ | ----------- | -------- | ---------- | ----------------------------------------------------------------------------------------- | -------------------- |
| Batman #468      | 1991. szeptember   | Chuck Dixon | Tom Lyle |            | Shadow Box, Part Two: Tonight Batman Looks Down Upon the Battleground That Is His City... | Árnyékboksz 2. rész  |

### Superman és Batman #15
- Megjelent: 1994. november
- Borító eredetije: Egy a Superman vs The Amazing Spider-Man: The Battle of the Century! című képregényben levő belső kép került a borítóra (1976. január)
- Borítót rajzolta: Ross Andru
- Eredeti ár: 115 Ft
- Dokumentáció:
- Főbb szereplők: Batman, Robin;
- Megjegyzés:

| eredeti kiadvány | eredeti megjelenés | írta        | rajzolta | fordította | történet eredeti címe                                 | történet magyar címe |
| ---------------- | ------------------ | ----------- | -------- | ---------- | ----------------------------------------------------- | -------------------- |
| Batman #469      | 1991. szeptember   | Chuck Dixon | Tom Lyle |            | Shadow Box, Part Three: Tonight, The Terror Must End. | Árnyékboksz 3. rész  |

### Superman és Batman #16
- Megjelent: 1995. január
- Borító eredetije: Marvel Treasury Edition Vol. 1. #28: Superman and Spider-man: The Heroes and the Holocaust! (1981)
- Borítót rajzolta: Bob Larkin
- Eredeti ár: 138 Ft
- Dokumentáció:
- Főbb szereplők: Batman, Vadásznő, Robin (Tim Drake);
- Megjegyzés:

| eredeti kiadvány      | eredeti megjelenés | írta        | rajzolta     | fordította | történet eredeti címe | történet magyar címe |
| --------------------- | ------------------ | ----------- | ------------ | ---------- | --------------------- | -------------------- |
| Detective Comics #652 | 1992. október      | Chuck Dixon | Graham Nolan |            | Beyond the Law!       | Törvényszegők        |

### Superman és Batman #17
- Megjelent: 1995. március
- Borító eredetije: Detective Comics #653 (1992. november)
- Borítót rajzolta: Travis Charest
- Eredeti ár: 120 Ft
- Dokumentáció:
- Főbb szereplők: Batman, Vadásznő, Robin (Tim Drake);
- Megjegyzés:

| eredeti kiadvány      | eredeti megjelenés | írta        | rajzolta     | fordította | történet eredeti címe | történet magyar címe |
| --------------------- | ------------------ | ----------- | ------------ | ---------- | --------------------- | -------------------- |
| Detective Comics #653 | 1992. november     | Chuck Dixon | Graham Nolan |            | The Serpent Pit       | A kígyóverem         |

### Superman és Batman #18
- Megjelent: 1995. május
- Borító eredetije: DC Special Series #27 (1981. szeptember)
- Borítót rajzolta: José Luiz García-López
- Eredeti ár: 148 Ft
- Dokumentáció:
- Főbb szereplők: Batman, Hulk, Alfred Pennyworth, Joker
- Megjegyzés: A történet a Marvel Extra 15. számában folytatódott.

| eredeti kiadvány      | eredeti megjelenés | írta     | rajzolta               | fordította | történet eredeti címe          | történet magyar címe                |
| --------------------- | ------------------ | -------- | ---------------------- | ---------- | ------------------------------ | ----------------------------------- |
| DC Special Series #27 | 1981. szeptember   | Len Wein | José Luiz García-López |            | Batman vs. the Incredible Hulk | Batman és a Hihetetlen Hulk 1. rész |

### Superman és Batman #19
- Megjelent: 1995. július
- Borító eredetije: Superman: The Earth Stealers Vol 1 #1 (1988)
- Borítót rajzolta: Curt Swan
- Eredeti ár: 148 Ft
- Dokumentáció:
- Főbb szereplők: Batman, Hulk, Alfred Pennyworth, Joker
- Megjegyzés:

| eredeti kiadvány      | eredeti megjelenés | írta     | rajzolta               | fordította | történet eredeti címe          | történet magyar címe                |
| --------------------- | ------------------ | -------- | ---------------------- | ---------- | ------------------------------ | ----------------------------------- |
| DC Special Series #27 | 1981. szeptember   | Len Wein | José Luiz García-López |            | Batman vs. the Incredible Hulk | Batman és a Hihetetlen Hulk 3. rész |

### Superman és Batman #20
- Megjelent: 1995. szeptember
- Borító eredetije: Uncanny X-Men and The New Teen Titans Vol 1 #1 (1982. január)
- Borítót rajzolta: Walter Simonson
- Eredeti ár: 168 Ft
- Dokumentáció:
- Főbb szereplők: Superman, Batman, Robin (Jason Todd), Csodanő (Wonder Woman)
- Megjegyzés: E füzet csak Superman-történet tartalmaz, amelyben Batman is vendégszerepel. Az eredetileg Amerikában Superman Annual Vol. 1 #11 számában megjelent történet hazánkban 2 részben került kiadásra, a Superman és Batman #20 valamint #21 számában.

| eredeti kiadvány           | eredeti megjelenés | írta       | rajzolta     | fordította | történet eredeti címe             | történet magyar címe                               |
| -------------------------- | ------------------ | ---------- | ------------ | ---------- | --------------------------------- | -------------------------------------------------- |
| Superman Annual Vol. 1 #11 | 1985               | Alan Moore | Dave Gibbons |            | For the Man Who Has Everything... | Superman: Az ember, akinek mindene megvolt 1. rész |

### Superman és Batman #21
- Megjelent: 1995. november
- Borító eredetije: Superman Annual Vol. 1 #11 (1985)
- Borítót rajzolta: Dave Gibbons
- Eredeti ár: 168 Ft
- Dokumentáció:
- Főbb szereplők: Superman, Batman, Robin (Jason Todd), Csodanő (Wonder Woman)
- Megjegyzés: E füzet csak Superman-történet tartalmaz, amelyben Batman is vendégszerepel. Az eredetileg Amerikában Superman Annual Vol. 1 #11 számában megjelent történet hazánkban 2 részben került kiadásra, a Superman és Batman #20 valamint #21 számában.

| eredeti kiadvány           | eredeti megjelenés | írta       | rajzolta     | fordította | történet eredeti címe             | történet magyar címe                               |
| -------------------------- | ------------------ | ---------- | ------------ | ---------- | --------------------------------- | -------------------------------------------------- |
| Superman Annual Vol. 1 #11 | 1985               | Alan Moore | Dave Gibbons |            | For the Man Who Has Everything... | Superman: Az ember, akinek mindene megvolt 2. rész |

### Superman és Batman #22
- Megjelent: 1996. január
- Borító eredetije: Action Comics #660 (1990. december)
- Borítót rajzolta: Kerry Gammill
- Eredeti ár: 189 Ft
- Dokumentáció:
- Főbb szereplők: Batman, Robin (Tim Drake), Kulcsmester (Arthur Brown)
- Megjegyzés:

| eredeti kiadvány      | eredeti megjelenés | írta        | rajzolta | fordította | történet eredeti címe | történet magyar címe |
| --------------------- | ------------------ | ----------- | -------- | ---------- | --------------------- | -------------------- |
| Detective Comics #647 | 1992. augusztus    | Chuck Dixon | Tom Lyle |            | Inquiring Minds       | Agyjátékok 1. rész   |

### Superman és Batman #23
- Megjelent: 1996. március
- Borító eredetije: Action Comics #662 (1991. február)
- Borítót rajzolta: Kerry Gammill, Brett Breeding
- Eredeti ár: 189 Ft
- Dokumentáció:
- Főbb szereplők: Batman, Robin (Tim Drake), Kulcsmester (Arthur Brown)
- Megjegyzés:

| eredeti kiadvány       | eredeti megjelenés | írta        | rajzolta | fordította | történet eredeti címe            | történet magyar címe                        |
| ---------------------- | ------------------ | ----------- | -------- | ---------- | -------------------------------- | ------------------------------------------- |
| Detective Comuics #648 | 1992. augusztus    | Chuck Dixon | Tom Lyle |            | Let the Punishment Fit the Crime | Agyjátékok 2. rész: A rejtvény kulcsa: bűn! |

### Superman és Batman #24
- Megjelent: 1996. május
- Borító eredetije: Action Comics #668 (1991. augusztus)
- Borítót rajzolta: Bob McLeod
- Eredeti ár: 189 Ft
- Dokumentáció:
- Főbb szereplők: Batman, Robin (Tim Drake), Kulcsmester (Arthur Brown)
- Megjegyzés:

| eredeti kiadvány       | eredeti megjelenés | írta        | rajzolta | fordította | történet eredeti címe | történet magyar címe               |
| ---------------------- | ------------------ | ----------- | -------- | ---------- | --------------------- | ---------------------------------- |
| Detective Comuics #649 | 1992. szeptember   | Chuck Dixon | Tom Lyle |            | Malled                | Agyjátékok 3. rész: Tengernyi pénz |

### Superman és Batman #25
- Megjelent: 1996. július
- Borító eredetije: Action Comics #669 (1991. szeptember)
- Borítót rajzolta: Bob McLeod
- Eredeti ár: 198 Ft
- Dokumentáció:
- Főbb szereplők: Batman
- Megjegyzés: A Detective Comics Annual Vol. 1 #3 három számban jelent meg hazánkban, a Superman és Batman # 25, #26 és #27 számaiban. Egy rövid történet a Secret Origins című kötetből is szerepel e számban.

| eredeti kiadvány                  | eredeti megjelenés | írta           | rajzolta    | fordította | történet eredeti címe | történet magyar címe               |
| --------------------------------- | ------------------ | -------------- | ----------- | ---------- | --------------------- | ---------------------------------- |
| Detective Comics Annual Vol. 1 #3 | 1990               | Archie Goodwin | Dan Jurgens |            | Obligation            | Kötelesség 1. rész: Zuhanás közben |

### Superman és Batman #26
- Megjelent: 1996. szeptember
- Borító eredetije:
- Borítót rajzolta:
- Eredeti ár: 198 Ft
- Dokumentáció:
- Főbb szereplők: Batman
- Megjegyzés:

| eredeti kiadvány                  | eredeti megjelenés | írta           | rajzolta    | fordította | történet eredeti címe | történet magyar címe |
| --------------------------------- | ------------------ | -------------- | ----------- | ---------- | --------------------- | -------------------- |
| Detective Comics Annual Vol. 1 #3 | 1990               | Archie Goodwin | Dan Jurgens |            | Obligation            | Kötelesség 2. rész   |

### Superman és Batman #27
- Megjelent: 1996. november
- Borító eredetije: Superman Vol. 2 #60 (1991. október)
- Borítót rajzolta: Dan Jurgens
- Eredeti ár: 198 Ft
- Dokumentáció:
- Főbb szereplők: Batman
- Megjegyzés:

| eredeti kiadvány                  | eredeti megjelenés | írta           | rajzolta    | fordította | történet eredeti címe | történet magyar címe |
| --------------------------------- | ------------------ | -------------- | ----------- | ---------- | --------------------- | -------------------- |
| Detective Comics Annual Vol. 1 #3 | 1990               | Archie Goodwin | Dan Jurgens |            | Obligation            | Kötelesség 3. rész   |

### Superman és Batman #28
- Megjelent: 1997. január
- Borító eredetije: Action Comics #672 (1991. december)
- Borítót rajzolta: Bob McLeod
- Eredeti ár: 228 Ft
- Dokumentáció:
- Főbb szereplők: Batman
- Megjegyzés:

| eredeti kiadvány | eredeti megjelenés | írta       | rajzolta     | fordította | történet eredeti címe | történet magyar címe |
| ---------------- | ------------------ | ---------- | ------------ | ---------- | --------------------- | -------------------- |
| Batman #479      | 1992. június       | Alan Grant | Tom Mandrake |            | Pagan                 | Pogány               |

### Superman és Batman #29
- Megjelent: 1997. március
- Borító eredetije: Batman #481 (1992. július)
- Borítót rajzolta: Jim Aparo
- Eredeti ár: 228 Ft
- Dokumentáció:
- Főbb szereplők: Batman, Maxie Zeusz, Hárpia
- Megjegyzés:

| eredeti kiadvány | eredeti megjelenés | írta        | rajzolta  | fordította | történet eredeti címe | történet magyar címe |
| ---------------- | ------------------ | ----------- | --------- | ---------- | --------------------- | -------------------- |
| Batman #481      | 1992. július       | Doug Moench | Jim Aparo |            | Messenger of Zeus     | Zeusz hírnöke        |

### Superman és Batman #30
- Megjelent: 1997. május
- Borító eredetije: The Adventures of Superman #491 (1992. június)
- Borítót rajzolta: Jerry Ordway
- Eredeti ár: 228 Ft
- Dokumentáció:
- Főbb szereplők: Batman, Hárpia
- Megjegyzés:

| eredeti kiadvány | eredeti megjelenés | írta        | rajzolta  | fordította | történet eredeti címe  | történet magyar címe |
| ---------------- | ------------------ | ----------- | --------- | ---------- | ---------------------- | -------------------- |
| Batman #482      | 1992. július       | Doug Moench | Jim Aparo |            | Vengeance of the Harpy | A Hárpia bosszúja    |

### Superman és Batman #31
- Megjelent: 1997. július
- Borító eredetije: Batman: Shadow of the Bat #5 (1992. október)
- Borítót rajzolta: Brian Stelfreeze
- Eredeti ár: 228 Ft
- Dokumentáció:
- Főbb szereplők: Batman, Fekete pók
- Megjegyzés:

| eredeti kiadvány             | eredeti megjelenés | írta       | rajzolta       | fordította | történet eredeti címe | történet magyar címe |
| ---------------------------- | ------------------ | ---------- | -------------- | ---------- | --------------------- | -------------------- |
| Batman: Shadow of the Bat #5 | 1992. október      | Alan Grant | Norm Breyfogle |            | The Black Spider      | A fekete pók         |

### Superman és Batman #32
- Megjelent: 1997. szeptember
- Borító eredetije: Superman, The man of Steel #13 (1992. július)
- Borítót rajzolta: Jon Bogdanove
- Eredeti ár: 228 Ft
- Dokumentáció:
- Főbb szereplők: Batman, Gordon felügyelő, Tina Payne Cheung, Kim Cheung, Jon Payne, Mrs. Harkness, Burr ügynök (CIA), Remington ügynök (CIA), Dr. Thomas Woolf (CIA)
- Megjegyzés:

| eredeti kiadvány             | eredeti megjelenés | írta       | rajzolta    | fordította | történet eredeti címe | történet magyar címe |
| ---------------------------- | ------------------ | ---------- | ----------- | ---------- | --------------------- | -------------------- |
| Batman: Shadow of the Bat #6 | 1992. november     | Alan Grant | Dan Jurgens |            | The Ugly American     |                      |

### Superman és Batman #33
- Megjelent: 1997. november
- Borító eredetije: Superman Vol. 2 #69 (1992. július)
- Borítót rajzolta: Dan Jurgens
- Eredeti ár: 228 Ft
- Dokumentáció:
- Főbb szereplők: Batman
- Megjegyzés:

| eredeti kiadvány              | eredeti megjelenés | írta       | rajzolta       | fordította | történet eredeti címe | történet magyar címe |
| ----------------------------- | ------------------ | ---------- | -------------- | ---------- | --------------------- | -------------------- |
| Batman: Shadow of the Bat #13 | 1993. június       | Alan Grant | Norm Breyfogle |            | The Nobody            | A senki              |

### Superman és Batman #34
- Megjelent: 1998. január
- Borító eredetije: Batman: Legends of the Dark Knight #50 (1993. szeptember)
- Borítót rajzolta: Brian Bolland, Rachel Birkett
- Eredeti ár: 268 Ft
- Dokumentáció:
- Főbb szereplők: Batman, Alfred Pennyworth, Gordon felügyelő, Melvin Reipan, Joker, George Partridge, Henry Haight, Otto Drexel
- Megjegyzés: A Batman: Legends of the Dark Knight” #50 2 részletben jelent meg Magyarországon, a Superman és Batman #34 és #35 számaiban.

| eredeti kiadvány                       | eredeti megjelenés | írta          | rajzolta      | fordította | történet eredeti címe | történet magyar címe |
| -------------------------------------- | ------------------ | ------------- | ------------- | ---------- | --------------------- | -------------------- |
| Batman: Legends of the Dark Knight #50 | 1993. szeptember   | Dennis O’Neil | Brett Blevins |            | Images                | Joker első tréfája   |

### Superman és Batman #35
- Megjelent: 1998. március
- Borító eredetije: Action Comics #679 (1992. július)
- Borítót rajzolta: Art Thibert
- Eredeti ár: 268 Ft
- Dokumentáció:
- Főbb szereplők: Batman, Alfred Pennyworth, Gordon felügyelő, Melvin Reipan, Joker, George Partridge, Henry Haight, Otto Drexel
- Megjegyzés:

| eredeti kiadvány                       | eredeti megjelenés | írta          | rajzolta      | fordította | történet eredeti címe | történet magyar címe |
| -------------------------------------- | ------------------ | ------------- | ------------- | ---------- | --------------------- | -------------------- |
| Batman: Legends of the Dark Knight #50 | 1993. szeptember   | Dennis O’Neil | Brett Blevins |            | Images                | Joker első tréfája   |

### Superman és Batman #36
- Megjelent: 1998. május
- Borító eredetije: The Adventures of Superman #494 (1992. szeptember)
- Borítót rajzolta: Tom Grummett
- Eredeti ár: 288 Ft
- Dokumentáció:
- Főbb szereplők: Batman, Gordon felügyelő, Mortimer Kadaver, Jan Brodie, Bolhaember
- Megjegyzés:

| eredeti kiadvány              | eredeti megjelenés | írta       | rajzolta         | fordította | történet eredeti címe  | történet magyar címe |
| ----------------------------- | ------------------ | ---------- | ---------------- | ---------- | ---------------------- | -------------------- |
| Batman: Shadow of the Bat #11 | 1993. április      | Alan Grant | Vincent Giarrano |            | The Human Flea, Part 1 | A bolhaember 1. rész |

### Superman és Batman #37
- Megjelent: 1998. július
- Borító eredetije: Action Comics #681 (1992. szeptember)
- Borítót rajzolta: Art Thibert
- Eredeti ár: 268 Ft
- Dokumentáció:
- Főbb szereplők: Batman, Mortimer Kadaver, Bolhaember
- Megjegyzés:

| eredeti kiadvány              | eredeti megjelenés | írta       | rajzolta         | fordította | történet eredeti címe  | történet magyar címe |
| ----------------------------- | ------------------ | ---------- | ---------------- | ---------- | ---------------------- | -------------------- |
| Batman: Shadow of the Bat #12 | 1993. május        | Alan Grant | Vincent Giarrano |            | The Human Flea, Part 2 | A bolhaember 2. rész |

### Superman és Batman #38
- Megjelent: 1998. szeptember
- Borító eredetije: Action Comics #682 (1992. október)
- Borítót rajzolta: Dusty Abell
- Eredeti ár: 268 Ft
- Dokumentáció:
- Főbb szereplők: Batman, Alfred Pennyworth, Shondra Kinsolving, Jack Drake, Harold Allnut, Robin (Tim Drake), Fémfejű
- Megjegyzés:

| eredeti kiadvány | eredeti megjelenés | írta        | rajzolta  | fordította | történet eredeti címe | történet magyar címe |
| ---------------- | ------------------ | ----------- | --------- | ---------- | --------------------- | -------------------- |
| Batman #486      | 1992. november     | Doug Moench | Jim Aparo |            | Heavy Metalhead       | A fémfejű            |

### Superman és Batman #39
- Megjelent: 1998. november
- Borító eredetije: Action Comics #683 (1992. november)
- Borítót rajzolta: Jackson Guice
- Eredeti ár: 268 Ft
- Dokumentáció:
- Főbb szereplők: Batman, Robin (Tim Drake)
- Megjegyzés:

| eredeti kiadvány | eredeti megjelenés | írta        | rajzolta  | fordította | történet eredeti címe | történet magyar címe |
| ---------------- | ------------------ | ----------- | --------- | ---------- | --------------------- | -------------------- |
| Batman #487      | 1992. december     | Doug Moench | Jim Aparo |            | Box of Blood          | Vérszelence          |

### Superman és Batman #40
- Megjelent: 1999. február
- Borító eredetije: Superman Vol. 2 #73 (1992. november)
- Borítót rajzolta: Dan Jurgens
- Eredeti ár: 328 Ft
- Dokumentáció:
- Főbb szereplők: Batman, Pingvin
- Megjegyzés:

| eredeti kiadvány      | eredeti megjelenés | írta        | rajzolta     | fordította | történet eredeti címe | történet magyar címe |
| --------------------- | ------------------ | ----------- | ------------ | ---------- | --------------------- | -------------------- |
| Detective Comics #683 | 1995. március      | Chuck Dixon | Graham Nolan |            | Odds Against          | Esélylatolgatás      |

### Superman és Batman #41
- Megjelent: 1999. április
- Borító eredetije: Detective Comics #684 (1995. április)
- Borítót rajzolta: Graham Nolan
- Eredeti ár: 328 Ft
- Dokumentáció:
- Főbb szereplők: Batman, Pingvin
- Megjegyzés:

| eredeti kiadvány      | eredeti megjelenés | írta        | rajzolta     | fordította | történet eredeti címe | történet magyar címe |
| --------------------- | ------------------ | ----------- | ------------ | ---------- | --------------------- | -------------------- |
| Detective Comics #684 | 1995. április      | Chuck Dixon | Graham Nolan |            | Darkest Day           | A Pingvin játékai 2. |

### Superman és Batman #42
- Megjelent: 1999. június
- Borító eredetije: Superman, The man of Steel #19 (1993. január)
- Borítót rajzolta: Jon Bogdanove
- Eredeti ár: 328 Ft
- Dokumentáció:
- Főbb szereplők: Batman, Robin (Tim Drake), Lucius Fox, MacKenzie Bock, Sarah Essen, Victor Zehrhard, Simpson Flanders, Tűzbogár, Joseph Rigger, Joe Rabbit
- Megjegyzés:

| eredeti kiadvány      | eredeti megjelenés | írta        | rajzolta     | fordította | történet eredeti címe | történet magyar címe               |
| --------------------- | ------------------ | ----------- | ------------ | ---------- | --------------------- | ---------------------------------- |
| Detective Comics #689 | 1995. szeptember   | Chuck Dixon | Staz Johnson |            | The Blazing Heart     | A Tűzbogár 1. rész: A lángoló szív |

### Superman és Batman #43
- Megjelent: 1999. augusztus
- Borító eredetije: Superman Vol. 2 #75 (1993. január)
- Borítót rajzolta: Dan Jurgens, Brett Breeding
- Eredeti ár: 328 Ft
- Dokumentáció:
- Főbb szereplők: Batman, Robin (Tim Drake), Tűzbogár
- Megjegyzés:

| eredeti kiadvány      | eredeti megjelenés | írta        | rajzolta     | fordította | történet eredeti címe | történet magyar címe               |
| --------------------- | ------------------ | ----------- | ------------ | ---------- | --------------------- | ---------------------------------- |
| Detective Comics #690 | 1995. október      | Chuck Dixon | Staz Johnson |            | Burning Love          | A Tűzbogár 2. rész: Égető szerelem |

### Superman és Batman #44
- Megjelent: 1999. október
- Borító eredetije: The Adventures of Superman #506 (1993. november)
- Borítót rajzolta: Tom Grummett
- Eredeti ár: 368 Ft
- Dokumentáció:
- Főbb szereplők: Batman, Harvey Bullock, Gordon felügyelő, Jeremiah Arkham, Sarah Essen, Wilde Norton, Joker
- Megjegyzés:

| eredeti kiadvány              | eredeti megjelenés | írta       | rajzolta     | fordította | történet eredeti címe                  | történet magyar címe               |
| ----------------------------- | ------------------ | ---------- | ------------ | ---------- | -------------------------------------- | ---------------------------------- |
| Batman: Shadow of the Bat #37 | 1995. április      | Alan Grant | Barry Kitson |            | The Joker Part One: The King of Comedy | A Joker 1. rész: A komédia királya |

### Superman és Batman #45
- Megjelent: 1999. december
- Borító eredetije: Superman Vol. 2 #84 (1993. december)
- Borítót rajzolta: Dan Jurgens, Brett Breeding
- Eredeti ár: 368 Ft
- Dokumentáció:
- Főbb szereplők: Batman, Gordon felügyelő, Jeremiah Arkham, Wilde Norton, Joker
- Megjegyzés:

| eredeti kiadvány              | eredeti megjelenés | írta       | rajzolta     | fordította | történet eredeti címe                | történet magyar címe               |
| ----------------------------- | ------------------ | ---------- | ------------ | ---------- | ------------------------------------ | ---------------------------------- |
| Batman: Shadow of the Bat #38 | 1995. május        | Alan Grant | Barry Kitson |            | The Joker Part Two: Tears of a Clown | A Joker 1. rész: Egy bohóc könnyei |

### Superman és Batman #46
- Megjelent: 2000. február
- Borító eredetije: Batman: Shadow of the Bat #0 (1994. október)
- Borítót rajzolta: Brian Stelfreeze
- Eredeti ár: 368 Ft
- Dokumentáció:
- Főbb szereplők: Batman, Gordon felügyelő, Alfred Pennyworth, Leslie Thompkins, Robin (Dick Grayson), Martha Wayne, Thomas Wayne
- Megjegyzés:

| eredeti kiadvány             | eredeti megjelenés | írta       | rajzolta     | fordította | történet eredeti címe     | történet magyar címe |
| ---------------------------- | ------------------ | ---------- | ------------ | ---------- | ------------------------- | -------------------- |
| Batman: Shadow of the Bat #0 | 1994. október      | Alan Grant | Bret Blevins |            | The Beginning of Tomorrow | A kezdetek           |

### Superman és Batman #47
- Megjelent: 2000. április
- Borító eredetije: The Adventures of Superman #507 (1993. december)
- Borítót rajzolta: Barry Kitson
- Eredeti ár: 368 Ft
- Dokumentáció:
- Főbb szereplők: Batman, Fekete Kanári, Dinah Drake Lance, Larry Lance, MacKenzie Bock, Renée Montoya, Sarah Essen
- Megjegyzés:

| eredeti kiadvány              | eredeti megjelenés | írta       | rajzolta     | fordította | történet eredeti címe                   | történet magyar címe |
| ----------------------------- | ------------------ | ---------- | ------------ | ---------- | --------------------------------------- | -------------------- |
| Batman: Shadow of the Bat #36 | 1995. március      | Alan Grant | Barry Kitson |            | Black Canary: In the Name of the Father | Fekete kanári        |

### Superman és Batman #48
- Megjelent: 2000. június
- Borító eredetije: Action Comics #694 (1993. december)
- Borítót rajzolta: Jackson Guice
- Eredeti ár: 445 Ft
- Dokumentáció:
- Főbb szereplők: Batman, Anarchia
- Megjegyzés:

| eredeti kiadvány              | eredeti megjelenés | írta       | rajzolta       | fordította | történet eredeti címe            | történet magyar címe                 |
| ----------------------------- | ------------------ | ---------- | -------------- | ---------- | -------------------------------- | ------------------------------------ |
| Batman: Shadow of the Bat #40 | 1995. július       | Alan Grant | John Paul Leon |            | Anarky Part One: Prophet of Doom | Anarchia 1. rész: A végzet prófétája |

### Superman és Batman #49
- Megjelent: 2000. augusztus
- Borító eredetije: Superman, The man of Steel #29 (1994. január)
- Borítót rajzolta: Jon Bogdanove, Dennis Janke
- Eredeti ár: 398 Ft
- Dokumentáció:
- Főbb szereplők: Batman, Anarchia
- Megjegyzés:

| eredeti kiadvány              | eredeti megjelenés | írta       | rajzolta       | fordította | történet eredeti címe                    | történet magyar címe                        |
| ----------------------------- | ------------------ | ---------- | -------------- | ---------- | ---------------------------------------- | ------------------------------------------- |
| Batman: Shadow of the Bat #41 | 1995. augusztus    | Alan Grant | John Paul Leon |            | Anarky Part Two: The Anarchist Manifesto | Anarchia 2. rész: Az anarchista nyilatkozat |

### Superman és Batman #50
- Megjelent: 2000. október
- Borító eredetije: Action Comics #695 (1994. január)
- Borítót rajzolta: Ed Hannigan, Jackson Guice, Suzanne Bourdages
- Eredeti ár: 398 Ft
- Dokumentáció:
- Főbb szereplők: Batman, Robin (Tim Drake), Harvey Bullock, Renée Montoya, J. Devlin Davenport
- Megjegyzés:

| eredeti kiadvány      | eredeti megjelenés | írta        | rajzolta     | fordította | történet eredeti címe        | történet magyar címe |
| --------------------- | ------------------ | ----------- | ------------ | ---------- | ---------------------------- | -------------------- |
| Detective Comics #691 | 1995. november     | Chuck Dixon | Staz Johnson |            | Will It Go 'Round in Circles | Egy kis illúzió      |

### Superman és Batman #51
- Megjelent: 2000. december
- Borító eredetije: Superman, The man of Steel #30 (1994. február)
- Borítót rajzolta: Jon Bogdanove, Dennis Janke
- Eredeti ár: 398 Ft
- Dokumentáció:
- Főbb szereplők: Batman, Robin (Tim Drake), Harvey Bullock, Alfred Pennyworth, Madolyn Corbett, Renée Montoya
- Megjegyzés:

| eredeti kiadvány      | eredeti megjelenés | írta        | rajzolta     | fordította | történet eredeti címe | történet magyar címe           |
| --------------------- | ------------------ | ----------- | ------------ | ---------- | --------------------- | ------------------------------ |
| Detective Comics #692 | 1995. december     | Chuck Dixon | Staz Johnson |            | Lying Eyes            | Az illúzió folytatódik 2. rész |

### Superman és Batman #52
- Megjelent: 2001. február
- Borító eredetije: Superman (Elseworlds): Speeding Bullets (1993. szeptember)
- Borítót rajzolta: Eduardo Barreto
- Eredeti ár: 445 Ft
- Dokumentáció:
- Főbb szereplők: Superman, Lois Lane, Alfred Pennyworth, Lex Luthor, Perry White
- Megjegyzés: A történet egy alternativ univerzumban játszódik.

| eredeti kiadvány                        | eredeti megjelenés | írta            | rajzolta         | fordította | történet eredeti címe | történet magyar címe  |
| --------------------------------------- | ------------------ | --------------- | ---------------- | ---------- | --------------------- | --------------------- |
| Superman (Elseworlds): Speeding Bullets | 1993. szeptember   | J. M. DeMatteis | Eduardo Barretto |            | Speeding Bullets      | Mi lett volna, ha...? |

### Superman és Batman #53
- Megjelent: 2001. április
- Borító eredetije:
- Borítót rajzolta:
- Eredeti ár: 445 Ft
- Dokumentáció:
- Főbb szereplők: Batman, Gordon felügyelő, Sarah Essen
- Megjegyzés:

| eredeti kiadvány              | eredeti megjelenés | írta       | rajzolta       | fordította | történet eredeti címe                    | történet magyar címe    |
| ----------------------------- | ------------------ | ---------- | -------------- | ---------- | ---------------------------------------- | ----------------------- |
| Batman: Shadow of the Bat #65 | 1997. augusztus    | Alan Grant | Norm Breyfogle |            | Illusions Part One: The Harder They Fall | Szemfényvesztés 1. rész |

### Superman és Batman #54
- Megjelent: 2001. június
- Borító eredetije: Action Comics #712 (1995. augusztus)
- Borítót rajzolta: Kieron Dwyer, Denis Rodier, Suzanne Bourdages, Android Images
- Eredeti ár: 445 Ft
- Dokumentáció:
- Főbb szereplők: Batman, Gordon felügyelő, Sarah Essen
- Megjegyzés:

| eredeti kiadvány              | eredeti megjelenés | írta       | rajzolta       | fordította | történet eredeti címe                    | történet magyar címe    |
| ----------------------------- | ------------------ | ---------- | -------------- | ---------- | ---------------------------------------- | ----------------------- |
| Batman: Shadow of the Bat #66 | 1997. szeptember   | Alan Grant | Norm Breyfogle |            | Illusions Part Two: The Bigger They Come | Szemfényvesztés 2. rész |

### Superman és Batman #55
- Megjelent: 2001. augusztus
- Borító eredetije: Batman: Shadow of the Bat #67 (1997. október)
- Borítót rajzolta: Christopher Moeller
- Eredeti ár: 445 Ft
- Dokumentáció:
- Főbb szereplők: Batman, Gordon felügyelő, Sarah Essen
- Megjegyzés:

| eredeti kiadvány              | eredeti megjelenés | írta       | rajzolta       | fordította | történet eredeti címe                       | történet magyar címe                            |
| ----------------------------- | ------------------ | ---------- | -------------- | ---------- | ------------------------------------------- | ----------------------------------------------- |
| Batman: Shadow of the Bat #67 | 1997. október      | Alan Grant | Norm Breyfogle |            | Illusions Part Three: Thinker and the Cheat | Szemfényvesztés 3. rész: Az észlény és a simlis |

### Superman és Batman #56
- Megjelent: 2001. október
- Borító eredetije: The Adventures of Superman #526 (1995. augusztus)
- Borítót rajzolta: Stuart Immonen, José Marzan Jr., Glenn Whitmore
- Eredeti ár: 445 Ft
- Dokumentáció:
- Főbb szereplők: Batman, Janus, Robin, Kétarc
- Megjegyzés:

| eredeti kiadvány              | eredeti megjelenés | írta       | rajzolta    | fordította | történet eredeti címe                           | történet magyar címe |
| ----------------------------- | ------------------ | ---------- | ----------- | ---------- | ----------------------------------------------- | -------------------- |
| Batman: Shadow of the Bat #62 | 1997. május        | Alan Grant | Dave Taylor |            | Janus Part One: Two's Company, Three's a Corpse | Janus 1. rész        |

### Superman és Batman #57
- Megjelent: 2001. december
- Borító eredetije: Action Comics #713 (1995. szeptember)
- Borítót rajzolta: Kieron Dwyer, Denis Rodier, Suzanne Bourdages, Android Images
- Eredeti ár: 445 Ft
- Dokumentáció:
- Főbb szereplők: Batman, Janus, Kétarc
- Megjegyzés:

| eredeti kiadvány              | eredeti megjelenés | írta       | rajzolta    | fordította | történet eredeti címe             | történet magyar címe |
| ----------------------------- | ------------------ | ---------- | ----------- | ---------- | --------------------------------- | -------------------- |
| Batman: Shadow of the Bat #63 | 1997. június       | Alan Grant | Dave Taylor |            | Janus Part Two: Two and Two is... | Janus 2. rész        |

## Külső hivatkozások
- Batman Magyarországon[halott link]
- Magyar Batman-kronológia[halott link]
- Batman-sztorik alkotói[halott link]